# Christine Nöstlinger
Christine Nöstlinger (13 tháng 10 năm 1936 - 28 tháng 6 năm 2018) là nhà văn người Áo nổi tiếng với những cuốn sách thiếu nhi. Bà đã nhận được một trong hai Giải thưởng tưởng niệm Astrid Lindgren đầu tiên từ Hội đồng Nghệ thuật Thụy Điển vào năm 2003, giải thưởng lớn nhất về văn học thiếu nhi, vì những đóng góp trong sự nghiệp của bà cho "văn học thiếu nhi và thanh thiếu niên theo nghĩa rộng nhất". Bà đã nhận được Huân chương Hans Christian Andersen vì "đóng góp lâu dài cho văn học thiếu nhi" vào năm 1984 và là một trong ba người tính đến năm 2012 giành được cả hai giải thưởng quốc tế lớn này.

## Cuộc đời và sự nghiệp
Nöstlinger sinh năm 1936 tại Vienna, Áo. Theo lời thừa nhận của chính mình, bà ấy là một đứa trẻ ngang bướng. Sau khi học xong trung học, bà muốn trở thành một nghệ sĩ và theo học nghệ thuật đồ họa tại Học viện Nghệ thuật Ứng dụng ở Vienna. Bà làm việc như một nghệ sĩ đồ họa trong một vài năm, trước khi kết hôn với một nhà báo, Ernst Nöstlinger, và sau đó có hai con gái.
Phần lớn tác phẩm của Nöstlinger là văn học cho trẻ em và thanh thiếu niên, ngoài ra bà cũng viết cho truyền hình, đài phát thanh và báo chí. Cuốn sách đầu tiên của bà là Die feuerrote Friederike, xuất bản năm 1970, do chính bà vẽ minh họa.

## Giải thưởng và công nhận
Giải thưởng Hans Christian Andersen hai năm một lần do Ủy ban Quốc tế về Sách dành cho Thanh thiếu niên trao tặng là sự công nhận cao nhất dành cho một nhà văn hoặc họa sĩ minh họa sách thiếu nhi. Nöstlinger nhận giải thưởng  năm 1984.
- Giải thưởng Friedrich Bödecker (1972)
- Giải thưởng văn học thanh niên Đức Deutscher Jugendliteraturpreis (1973 - Wir pfeifen auf den Gurkenkönig (Vua dưa chuột); 1988)
- Giải thưởng Nhà nước Áo cho Văn học Thiếu nhi (1974 - Achtung! Vranek sieht ganz harmlos aus (Chú ý! Vranek trông khá vô hại); 1979 - Rosa Riedl Schutzgespenst (hồn ma bảo vệ Rosa Riedl))
- Giải thưởng Văn học Thanh niên Viên (Kinder- und Jugendbuchpreis der Stadt Wien), năm lần
- Giải thưởng Mildred L. Batchelder cho Konrad oder das Kind aus der Konservenbüchse (Konrad hay Đứa trẻ trong hộp thiếc) (1979)
- Giải thưởng Hans Christian Andersen (1984)
- Nhẫn Nestroy (1986)
- Giải thưởng Văn học Thanh niên Zurich (Zürcher Kinderbuchpreis) cho "La vache qui lit" (1990)
- Giải nhất của Quỹ Nghệ thuật (1993)
- Giải thưởng Marsh đầu tiên cho Văn học dịch thiếu nhi cho Der Hund kommt! (Tiếng Anh: A Dog's Life, do Anthea Bell dịch), 1996
- Styrian Leseeule cho Am Montag ist alles ganz anders (Đến thứ hai mọi thứ hoàn toàn khác) (1997)
- Giải thưởng danh dự của hội thương mại sách Áo cho sự khoan dung trong suy nghĩ và hành động (1998)
- Giải Wild nữ (2002)
- Giải thưởng tưởng niệm Astrid Lindgren (2003)
- Chữ thập Danh dự của Áo cho Khoa học và Nghệ thuật, hạng nhất (2003) [3]
- Willy và Helga-Verlon (2009)
- Giải thưởng Sách của Doanh nghiệp Vienna (2010)
- Giải thưởng danh dự Corine của Bộ trưởng Bavaria cho thành tựu trọn đời (2011)
- Grand Decoration Danh dự cho sự phục vụ với Cộng hòa Áo (2011) [4]
- Giải Bruno Kreisky cho Sách chính trị cho các công hiến cả đời của bà (2011)
- Mười cuốn sách đặc biệt cho Andersentag Lumpenloretta (2011)

## Tác phẩm chọn lọc
- Die feuerrote Friederike, 1970 (Fiery Frederica, 1975)
- Ein Mann für Mama, 1972
- Wir pfeifen auf den Gurkenkönig, 1972 (The Cucumber King, 1975)
- Maikäfer flieg, 1973 (Fly away Home, 1975)
- Achtung! Vranek sieht ganz harmlos aus, 1974
- Konrad oder Das Kind aus der Konservenbüchse, 1975 (Conrad: The Factory-Made Boy, 1976)
- Die unteren 7 Achtel des Eisbergs, 1978
- Rosa Riedl Schutzgespenst, 1979
- Dschi-Dsche-i-Dschunior, 1980
- Das Austauschkind, 1982
- Am Montag ist alles ganz anders, 1984
- Haushaltsschnecken leben länger, 1985
- Der geheime Großvater, 1986
- Man nennt mich Ameisenbär, 1986
- Die nie geschriebenen Briefe der Emma K., 75, 1988
- Der Zwerg im Kopf, 1989
- Einen Löffel für den Papa, 1989
- Ilse Janda, 14 oder Die Ilse ist weg, 1994
- Der gefrorene Prinz, 1997